# Jo Bonfrère
Johannes Bonfrère, detto Jo (Maastricht, 15 giugno 1946), è un allenatore di calcio ed ex calciatore olandese.

## Carriera

### Calciatore
Ala destra, ha militato per tutta la carriera agonistica nella squadra della sua città natale, il Maastricht.

### Allenatore

#### Nigeria
Bonfrère guida la Nazionale nigeriana ai Giochi olimpici del 1996, conquistando la medaglia d'oro. Inoltre guida la Nigeria anche per la Coppa d'Africa 2000, disputatasi in Nigeria e nel Ghana, perdendo la finale contro il Camerun ai rigori.

#### Asia e Corea del Sud
Nel 2002-2003 allena l'Al-Ahly nel campionato egiziano, perdendo il campionato all'ultima giornata per soli due punti, in seguito a questo risultato il suo contratto viene risolto.
Nel giugno 2004 è ingaggiato per allenare la Corea del Sud in sostituzione di Humberto Coelho, che era stato costretto a dimettersi in seguito a un pareggio contro la Nazionale delle Maldive in una partita di qualificazione per i mondiali del 2006. I primi risultati sono positivi e in un'amichevole nel dicembre 2004 la Corea batte 3-1 la Germania. Nel 2005 arriva la qualificazione per i mondiali, e una serie di risultati successivi causano l'ira dei fan e dei media contro Bonfrère, fino a costringerlo alle dimissioni il 23 agosto 2005 dopo la Coppa dell'Asia orientale e a una sconfitta contro la Arabia Saudita.
Nella stagione 2007 va ad allenare il Dalian Shide nella Chinese Super League con un contratto annuale. A fine stagione ottiene un quinto posto senza essere mai stato in lotta per il titolo così il Dalian Shide decide di non rinnovargli il contratto.

## Palmarès

### Giocatore

#### Competizioni nazionali
- Eerste Divisie: 1

MVV: 1983-1984

#### Competizioni internazionali
- Coppa Piano Karl Rappan: 1

MVV: 1970

### Allenatore

#### Club
- Arabian Gulf Super Cup: 1

Al-Wahda: 2001

#### Nazionale
- Oro olimpico: 1

Nigeria: 1996